# Condlae mac Cóelbad
Condlae mac Cóelbad (fl. fin du Ve siècle) est un roi de Dál nAraidi, contemporain de  saint Patrick. Il est le fils de  Cóelbad mac Cruind Ba Druí, un Ard ri Erenn et roi d'Ulster et le frère cadet d'un précédent souverain du Dál nAraidi Sárán mac Cóelbad

## Contexte
Son existence n'est pas datée; son nom est uniquement relevé dans les « Listes de Rois » et n'est pas mentionné dans les Chroniques d'Irlande. La Vita tripartita Sancti Patricii relate qu'il reçoit Patrick avec humilité et lui fait don de  Domnach Combair, c'est-à-dire Muckamore, dans l'actuel comté d'Antrim pour y établir une église. En remerciement Patrick lui donne ainsi qu'à ses descendants sa bénédiction alors que son frère Sárán s'était violemment opposé à lui.
Les descendants de Condlae les Uí Chóelbad contrôleront ensuite le royaume. Son fils Eochaid mac Condlai (mort en 553) sera même roi d'Ulad.

## Sources
- (en) Edel Bhreathnach, The kingship and landscape of Tara, Dublin, Four Courts Press for The Discovery Programme, 2005, 535 p. (ISBN 1851829547), p. 354-355 Table.
- (en) Francis John Byrne, Irish Kings and High-Kings, Dublin, Courts Press History Classics, 2001, 341 p. (ISBN 1-851-82-196-1)
- (en) Gearóid Mac Niocaill, Ireland before Vikings, Dublin, Gill & Macmillan, 1972, 172 p.